# Portnoyův komplex
Portnoyův komplex (v originále Portnoy's Complaint) je román amerického spisovatele Philipa Rotha z roku 1969. V češtině byla kniha vydána v roce 1992 nakladatelstvím Odeon. V roce 1972 byl podle tohoto románu natočen stejnojmenný film. I přesto, že se Portnoyův komplex dotýká vážného tématu, jedná se o velmi zábavný román.